# Camren Bicondova
Camren Renee Bicondova, född 22 maj 1999 i  San Diego, Kalifornien, är en amerikansk dansare, skådespelare och fotomodell. Bicondova är med i dansgruppen 8 Flavahz, som  har uppträtt i America's Best Dance Crew. Under mars 2014 fick hon rollen som Selina Kyle/Catwoman i TV-serien Gotham.